# Afoan
Afoan is een bestuurslaag in het regentschap Kupang van de provincie Oost-Nusa Tenggara, Indonesië. Afoan telt 1136 inwoners (volkstelling 2010).